# フィスコ
株式会社フィスコ（英: FISCO Ltd.）は、日本の独立系金融情報配信会社である。
ブルームバーグやトムソン・ロイターに代表される金融情報端末やヤフーなどのポータル・サイトに情報提供を行うほか、個人投資家向け会員制投資情報クラブやモバイルなどの情報配信ネットワークを通じてリアルタイムで投資情報を提供している。また上場会社の企業調査レポートを発行するほか、アニュアルレポートや株主通信作成サービスを提供するなど法人向けサービスも拡充。
グループの持分法適用関連会社には暗号資産事業を担う株式会社Zaif Holdingsなどがある。

## 概要
1995年設立。インターネットを通じた投資情報提供サービス分野で成功し、2006年6月9日にはヘラクレス（現・ジャスダック）で株式を公開した。
サブプライムローン問題やリーマンショック等の金融危機の影響を受けて業績は悪化したが、2010年には第三者割当増資によりシークエッジインベストメントインターナショナルリミテッドが筆頭株主となり、子会社の解散、株式譲渡、吸収合併等の事業再構築を推進している。また、中金オンライン社と包括業務提携。中国、香港に子会社を設立し海外事業の展開を開始した。
2011年9月、イー・旅ネット・ドット・コム株式会社の株式取得により同社及び同社の子会社3社を連結子会社化した。2012年7月には、第三者割当による転換社債型新株予約権付社債の転換と、新株予約権の行使により株式会社ネットインデックス（現・ネクスグループ）を連結子会社とした。2013年11月にはアニュアルレポート制作代行のデイアンドジョイン、同年12月にはネクス・ソリューションズを子会社化し法人向けサービスを拡充した。
2016年4月には株式会社フィスコ・コイン（現・Zaif）を設立。
以上のとおり業容を拡大してきたが、2017年にネクス・ソリューションズを、2018年にはフィスコデジタルアセットグループ（現・Zaif Holdings）を、2019年にはネクスグループを、それぞれ連結から除外し持分法適用関連会社化した。その後、ネクス・ソリューションズは2018年に、ネクスグループは2020年に、それぞれ持分法適用関連会社からも除外された。

## 沿革
- 1994年（平成6年）4月 - 設立準備開始。
- 1995年（平成7年）5月15日 - 資本金1000万円で株式会社設立。
- 2002年（平成14年）
  - 10月 - 個人投資家向け情報提供サイトであるClub FISCOをスタート。
  - 10月 - インデックス・ホールディングスと資本業務提携。
- 2004年（平成16年）
  - 5月 - フィスコアセットマネジメント（後にTAKMAキャピタルに商号変更）設立。
  - 8月 - リサーチアンドプライシングテクノロジーと株式交換、経営統合。
- 2005年（平成17年）12月 - フィスココモディティー設立。
- 2006年（平成18年）6月 - ヘラクレス（現・ジャスダック）上場。
- 2007年（平成19年）
  - 4月 - 株式会社エヌ・エヌ・エーと業務・資本提携。
  - 8月 - シグマベイスキャピタル株式を取得、連結子会社化。
  - 8月 - サイバーエージェントの子会社だったフィナンシャルプラス（後にフィスコプレイスに商号変更）を完全子会社化。
  - 10月 - 楽天証券と包括業務・資本提携。
- 2008年（平成20年）12月 - 保有するTAKMAキャピタル株式を伊藤忠商事に譲渡。
- 2010年（平成22年）
  - 3月 - 第三者割当増資によりシークエッジインベストメントインターナショナルリミテッドが筆頭株主となる。
  - 3月 - 中金オンライン社と包括業務提携。
  - 4月 - 海外子会社FISCO International Limited（香港）を設立。
  - 5月 - フィスココモディティー解散。
  - 6月 - シグマベイスキャピタルの株式を売却。
  - 6月 - 中国福建省に海外子会社・星際富溢（福建）信息諮詢有限公司を設立。
  - 12月 - フィスコプレイスを吸収合併。
- 2011年（平成23年）
  - 1月 - 中金オンライン社の株式取得。
  - 3月 - フィスコ・キャピタルを設立。
  - 9月 - イー・旅ネット・ドット・コム株式取得により同社の子会社3社も含めて連結子会社化。
  - 11月 - エヌ・エヌ・エーの保有株式を共同通信社に譲渡。
- 2012年（平成24年）
  - 7月 - ネットインデックスの株式を取得し、連結子会社化。
  - 9月 - 広告代理業を営むダイヤモンドエージェンシー（後のフィスコダイヤモンドエージェンシー）を連結子会社化。
  - 11月 - イー・旅ネット・ドット・コムの子会社3社を整理。ウェブトラベルが他の2社を吸収合併。
  - 12月 - ネットインデックスが株式会社ネクスに商号変更。
- 2013年（平成25年）
  - 5月 -　株式会社バーサタイルの株式を取得し、同社を連結子会社化。
  - 11月 - 株式会社デイアンドジョインの株式を取得し、同社を連結子会社化。
  - 12月 - ネクスが株式会社ネクス・ソリューションズを子会社化。
  - 12月 - ネクスがCareOnline株式会社（現・ケア・ダイナミクス）の株式を取得。
- 2014年（平成26年）
  - 7月 - 株式会社ジェネラルソリューションズの株式を取得し、同社を連結子会社化。
  - 8月 - スマートフォンアプリ『FISCO』[2]の配信を開始。
  - 12月 - ジェネラルソリューションズがデイアンドジョインを吸収合併し、株式会社フィスコIRに商号変更。
- 2015年（平成27年）
  - 4月 - ネクスが株式会社ネクスグループに商号変更。
  - 6月 - ネクスグループが「株式会社SJI」（のちのカイカ、現・株式会社CAICA DIGITAL）を子会社化。
  - 6月 - ブラウザ版『FISCO』[3]の提供を開始。
- 2016年（平成28年）
  - 4月 - 株式会社フィスコ・コイン（後の株式会社フィスコ仮想通貨取引所、現・Zaif）を設立。
  - 8月 - ネクスグループが株式会社チチカカの株式を取得し、同社を連結子会社化。
  - 10月 - イー・旅ネット・ドット・コムが株式会社グロリアツアーズの株式を取得し、同社を連結子会社化。
- 2017年（平成29年）
  - 2月 - ネクスグループが、カイカを持分法適用関連会社化。
  - 9月 - ネクスグループが、ネクス・ソリューションズを持分法適用関連会社化。
  - 10月 - フィスコ仮想通貨取引所が単独株式移転により、株式会社フィスコデジタルアセットグループ（現・Zaif Holdings）を設立。
  - 12月 - 株式会社ヴァルカン・クリプト・カレンシー・フィナンシャル・プロダクツ（現・フィスコ・コンサルティング）の株式を取得し、同社を連結子会社化。
- 2018年（平成30年）
  - 3月 - ネクスグループがネクス・ソリューションズを持分法適用関連会社から除外。
  - 3月 - フィスコデジタルアセットグループ及びその傘下のフィスコ仮想通貨取引所、株式会社サンダーキャピタルなどを持分法適用関連会社化。
- 2019年（令和元年）7月 - 株式会社フィスコダイヤモンドエージェンシー及び株式会社フィスコIRを吸収合併。ネクスグループを持分法適用関連会社化。
- 2020年（令和2年）
  - 6月 - ネクスグループを持分法適用関連会社から除外。
  - 8月 - 株式会社Crypto Currency Fund Management（現・FISCO Decentralized Application Platform）の株式を取得し、同社を連結子会社化。
- 2021年（令和3年）
  - 1月 - 新規金融メディア『InvestNavi[4]』を開始。尚、コンテンツ作成は株式会社Media Beats[5]が担当。
  - 2月 - 海外機関投資家とのオンライン・ロードショー・アレンジメントサービスを開始。株式会社CAICAおよび株式会社クシム」との資本業務提携の強化。
  - 8月 - 株式会社Zaif Holdingsを持分法適用関連会社から除外